# Sabine Azéma
Sabine Azéma (ur. 20 września 1949 w Paryżu) – francuska aktorka filmowa i teatralna, zajmująca się sporadycznie również reżyserią.

## Życiorys
Jest córką prawnika. Ukończyła Conservatoire National Supérieur d'Art Dramatique w Paryżu. Studiowała także w prestiżowej paryskiej szkole filmowej IDHEC (Institut Des Hautes Études Cinématographiques; obecnie La Fémis). 
W 1974 debiutowała na paryskiej scenie Théâtre des Champs-Élysées w przedstawieniu Jeana Anouilha Walc toreadorów (La Valse des toréadors) u boku Louisa de Funèsa. Swoją karierę filmową rozpoczęła od udziału w serialu Dowód na trzynastego (La Preuve par treize, 1975) i kinowej komedii Jak zrobić pierwszy film (On aura tout vu, 1976) jako fotograf z Pierre'em Richardem. 
Zwróciła na siebie uwagę krytyków w roli gościa warsztatów dyskusyjnych poświęconych kształtowaniu wyobraźni u dzieci w dramato-komedii muzycznej Życie jest powieścią (La Vie est un roman, 1983) z Vittorio Gassmanem, Fanny Ardant i Geraldine Chaplin. 
Jest dwukrotną laureatką nagrody Cezara za kreację Irène, córki starego malarza w dramacie historycznym Niedziela na wsi (Un dimanche à la campagne, 1984) oraz rolę zakochanej kobiety stojącej przez wyborem między mężem i jego przyjacielem-słynnym skrzypkiem w Dramat|dramacie Melodramat (Mélo, 1986) z Fanny Ardant. 
W 1992 zadebiutowała jako reżyser krótkometrażowego filmu dokumentalnego Dzień dobry, panie Doisneau, czyli zrobienie zdjęcia (Bonjour Monsieur Doisneau ou Le photographe arrosé).
Przewodniczyła jury Złotej Kamery na 68. MFF w Cannes (2015).

### Życie prywatne
Po rozwodzie ze scenarzystą Michelem Lenglineyem (1973–?), związana była z reżyserem Alainem Resnaisem.

## Wybrana filmografia
- 2006: Prywatne lęki w miejscach publicznych (Coeurs) jako Charlotte
- 2005: Olé! jako Alexandra
- 2005: Perfumy kobiety w czerni (Le Parfum de la dame en noir) jako Mathilde Stangerson
- 2001: Sala oficerska (La Chambre des officiers) jako Anais
- 2001: Tanguy jako Edith Guetz
- 1999: Okrutny żart (Le Schpountz) jako Françoise
- 1999: Gwiazdkowy deser (La Bûche) jako Louba
- 1997: Znamy tę piosenkę (On connait la chanson) jako Odile Lalande
- 1996: Mój mężczyzna (Mon homme) jako Berangere
- 1995: Sto i jedna noc (Les Cent et une nuits) jako Sabine / Irène
- 1995: Szczęście jest na łące (Le bonheur est dans le pré) jako Nicole Bergeade
- 1993: Palić/Nie palić (Smoking/No Smoking) jako Bell/Irene Pridworthy/Rowena Coombes/Josephine Hamilton
- 1992: Gershwin (film dokumentalny)
- 1991: Rossini! Rossini! jako Olimpia Pélissier
- 1986: Purytanka (La Puritaine) jako Ariane
- 1986: Czerwona strefa (Zone rouge) jako Claire Rousset
- 1986: Melodramat (Mélo) jako Romaine Belcroix
- 1984: Niedziela na wsi (Un Dimanche a la Campagne) jako Irene
- 1984: Miłość aż po śmierć (L'Amour a mort) jako Elisabeth Sutter
- 1983: Życie jest powieścią (La Vie est un roman) jako Élisabeth Rousseau
- 1977: Koronczarka (La Dentellière) jako Corinne
- 1976: Jak zrobić pierwszy film (On aura tout vu) jako Panna Claude Ferroni